# Distretto di Aouf
Il distretto di Aouf è un distretto della Provincia di Mascara, in Algeria.

## Comuni
Il distretto di Aouf comprende 3 comuni:
- Aouf
- Gharrous
- Beniane